# Eos Chasma
L'Eos Chasma è un canyon situato nella parte meridionale di Valles Marineris, il più vasto sistema di canyon del Pianeta Rosso.
Secondo analisi scientifiche condotte dal prof. Vicky Hamilton dell'Università delle Hawaii l'Eos Chasma potrebbe essere l'origine del meteorite ALH 84001, che secondo alcune ipotesi costituirebbe una prova dell'esistenza di vita passata su Marte.
La parte occidentale dell'Eos Chasma è composta principalmente da materiale vulcanico eroso dal vento marziano; l'estremità orientale è invece ricca di strutture rettilinee e di striature longitudinali. Si ritiene che questa particolare conformazione sia dovuta alla presenza, in tempi non recenti, di un fiume liquido sul fondo del canyon.
Il Ganges Chasma è la maggiore valle laterale di Eos Chasma.